# Oriflammella lutulenta
Oriflammella lutulenta är en spindeldjursart som beskrevs av Bruce Halliday 2008. Oriflammella lutulenta ingår i släktet Oriflammella och familjen Ologamasidae. Inga underarter finns listade i Catalogue of Life.